# A Irmã Mais Esperta de Agostinho Carrara
A Irmã Mais Esperta de Agostinho Carrara é o vigésimo segundo episódio da nona temporada da série de comédia brasileira A Grande Família, exibido pela Rede Globo na noite de quinta-feira, 3 de setembro de 2009. Foi escrito pelo trio Bernardo Guilherme, Mariana Mesquita, Max Mallmann e dirigido por Maurício Farias, tendo a participação especial de Fabíula Nascimento como a personagem Fátima. No episódio, Agostinho conhece sua irmã através de um site de relacionamentos na internet.
De acordo com o instituto de mediação Ibope, o episódio foi assistido por aproximadamente 2,1 milhões de domicílios na Região Metropolitana de São Paulo em sua noite de exibição original.

## Enredo
Agostinho (Pedro Cardoso) e Tuco (Lucio Mauro Filho) discutem após Tuco criar um perfil para Agostinho em um site de relacionamentos na internet e ele não receber uma visita sequer. Agostinho não se conforma já que, com o seu prestígio, deveria haver muitos contatos. É quando surge uma foto de uma mulher dizendo que gostaria muito de conhecê-lo e dando o endereço do seu trabalho. Agostinho fica desconcertado com o e-mail e Tuco avalia que a tal moça, Fátima (Fabiula Nascimento), é muito bonita. Agostinho acha que a mulher está dando bola para ele, mas logo pensa em Bebel (Guta Stresser) e no que ela faria se descobrisse a nova “amiga” virtual dele. Bebel e acaba pressionando Tuco para mostrar o que o marido estava fazendo na internet. É quando descobre a foto de Fátima e fica achando que Agostinho está envolvido com ela. Marilda (Andrea Beltrão) incentiva a manicure a ir até a lanchonete em que a moça trabalha para dar um flagra em Agostinho. E é o que ela resolve fazer. O que Bebel não imagina é que Fátima é, na verdade, uma irmã que Agostinho nem sabia que existia. Depois do escândalo na lanchonete, Fátima diz que perdeu o emprego e bate na porta do irmão que, emocionado em encontrar a irmã, não pensa duas vezes e a recebe de braços abertos.

## Exibição e audiência
O episódio "A Irmã Mais Esperta de Agostinho Carrara" foi exibido às dez horas e vinte e nove minutos na noite de quinta-feira, 3 de setembro de 2009, pela Rede Globo, quatorze minutos após o horário inicialmente programado. De acordo com o Instituto Brasileiro de Opinião Pública e Estatística (IBOPE), o episódio registrou uma média de 36 pontos de audiência na Região Metropolitana de São Paulo, o que representa aproximadamente 2,1 milhões de domicílios. Essa audiência foi recorde na temporada até então. No mesmo dia e exibido anteriormente, o capítulo da telenovela "Caminho das Índias" registrou 52 pontos e 76% de participação.